# Фату Кулібалі
Фату Кулібалі (фр. Fatou Koulibaly; нар. 13 лютого 1987, Абіджан, Кот-д'Івуар) — івуарійська футболістка, захисниця жіночої збірної Кот-д'Івуару з футболу.

## Клубна кар'єра
Фату Кулібалі народилась 13 лютого 1987 року у столиці Кот-д'Івуару — Абіджані. Футбольну кар'єру розпочала в рідному місті, в клубі «Ювентус». 
На африканському континенті Кулібалі тричі виграла золоті медалі чемпіонату Кот-д'Івуару та один раз чемпіонат сусідньої країни — Малі. 
У 2017 році Фату Кулібалі перебралася в Європу, де виступала в першому жіночому дивізіоні чемпіонату Кіпра. В сезоні 2018—2019 виграла кубок та суперкубок в складі місцевої «Барселони». 
5 вересня 2023 року з івуарійською захисницею підписав однорічний контракт український жіночий футбольний клуб «Кривбас». Дебютувала в складі нової команди африканська гравчиня в кваліфікаційному матчі Ліги чемпіонів УЄФА проти французького «Парижа». Фату Кулібалі вийшла на 84-й хвилині матчу замість Лесі Ольхової.
25 листопада 2023 року Кулібалі вийшла в стартовому складі «Кривбасу» в фінальному матчі Кубку України проти полтавської «Ворскли». «Кривбас» програв той матч з рахунком 0:2, а Фату Кулібалі отримала дві жовті картки і на 81-й хвилині була вилучена з поля.
В січні 2024 року в.о. головного тренера Костянтин Фролов оголосив про те, що «Кривбас» залишила велика група гравців, включаючи і Фату Кулібалі.

## Кар'єра в збірній
Кулібалі Тєгну Валлє Фату викликалася до жіночої збірної Кот-д'Івуару і виступала на чемпіонаті світу. 
В 2014 році на кубку африканських націй в матчі за 3-тє місце Кулібалі в складі збірної Кот-д'Івуару обіграла з рахунком 1:0 збірну Південно-Африканської Республіки і здобула бронзові медалі Кубка Африки. Цей результат дозволив івуарійскій збірній вперше в історії кваліфікуватись від КАФ на жіночий  чемпіонат світу 2015 року, що проводився в Канаді. Збірна Кот-д'Івуару потрапила в одну групу зі збірною Тайланду та двома грандами європейського жіночого футболу — збірними Німеччини та Норвегії.  Фату Кулібалі відіграла в усіх трьох матчах, а в грі проти норвежок виводила свою команду на поле в статусі капітана команди. 
Всього в футболці національної команди Кулібалі провела майже 50 матчів та відзначилася 10-ма голами.

## Досягнення

### Командні
Чемпіонат Кот-д'Івуару:
- Переможниця (3): 2007, 2011, 2013

 Чемпіонат Малі:
- Переможниця (1):  2009

 Перший дивізіон:
- Переможниця (1):  2018

 Суперкубок Кіпру:
- Володарка (1): 2019

 Кубок Кіпру:
- Володарка (1): 2019
- Фіналістка (2): 2017, 2018

 Кубок України:
- Фіналістка (1): 2023

### Збірна
- Кубок Африки: 
  -  Бронза (1): 2014